# Anatóliai tigrisek
Az anatóliai tigrisek (törökül: Anadolu Kaplanları) Törökország azon városai, melyek az 1980-as évek (Turgut Özal elnöksége) óta a török gazdasághoz képest a legnagyobb mértékű növekedést mutatták, és jórészt önerőből, állami támogatás nélkül sikerült mindezt elérniük. Ezen városok, illetve az itt található prominens cégek vezetőit gyakran hozzák összefüggésbe az úgy nevezett „zöld tőkével”, vagyis az iszlámmal. Az „anatóliai tigrisekként” definiált városok Denizli, Gaziantep, Kayseri, Bursa, Kocaeli és Kahramanmaraş. Az ilyen cégek jellemzője, hogy általában családi vállalkozások, nem az állam, vagy valamelyik bank finanszírozza a tevékenységüket, bár sokan úgy vélik, több cég mögött is iszlám szervezetek állnak (például Fethullah Gülené), vagy legalábbis a támogatóik közé tartoznak. Törökország 500 legnagyobb cége közül 155 tartozik az anatóliai tigrisek közé. Az anatóliai tigrisek üzletembereit tömörítő egyesület a MÜSİAD (Müstakil Sanayici ve İş Adamları Derneği), mely 1990-ben jött létre.